# Михо Бошковић
Михо Бошковић (Дубровник, СФРЈ, 11. новембар 1983) је хрватски ватерполиста. Тренутно наступа за Југ. Игра на позицији крила.
Са репрезентацијом Хрватске је освојио бронзане медаље на светским првенствима 2009. у Риму и 2011. у Шангају и златну медаљу на Европском првентву 2010. у Загребу.